# Makak japoński
Makak japoński (Macaca fuscata) – gatunek ssaka naczelnego z podrodziny koczkodanów (Cercopithecinae) w obrębie rodziny koczkodanowatych (Cercopithecidae). Spośród wszystkich dziko żyjących naczelnych jego areał sięga najdalej na północ i obejmuje japońskie wyspy Kiusiu, Sikoku i Honsiu. Zwierzę znane jest ze swych zdolności uczenia się. Występuje w japońskiej mitologii, literaturze i sztuce.

## Taksonomia
Gatunek zgodnie z zasadami nazewnictwa binominalnego opisał w 1875 roku brytyjski zoolog Edward Blyth nadając mu nazwę Macacus fuscatus. Miejsce typowe to Japonia. Wcześniejsze prawidłowe nazwy – Macacus speciosus Isidore’a Geoffroy’a Saint-Hilaire’ego z 1826 roku oraz Williama Ogilby’ego z 1838 roku – zostały uznane przez Międzynarodową Komisją Nomenklatury Zoologicznej za nieważne dla zasad pierwszeństwa, aby uniknąć zamieszania nomenklatorycznego. Okazy typowe to seria syntypów ze zbiorów Rijksmuseum van Natuurlijke Historie w Lejdzie: czaszka i luźne kości samicy (sygnatura RMNH.MAM.39404); czaszka i luźne kości samicy (sygnatura RMNH.MAM.39405); czaszka i luźne kości młodocianego osobnika o nieokreślonej płci; zamontowana skóra dorosłej samicy (sygnatura RMNH.MAM.45486); zamontowana skóra (sygnatura RMNH.MAM.54921.b), czaszka i luźne kości (sygnatura RMNH.MAM.54921.a) bardzo starego samca; zamontowana skóra samca (sygnatura RMNH.MAM.54922); zamontowana skóra samicy (sygnatura RMNH.MAM.54923); zamontowana skóra samicy (sygnatura RMNH.MAM.54924); zamontowana skóra (sygnatura RMNH.MAM.54925.b) i szkielet wraz z luźnymi kośćmi (sygnatura RMNH.MAM.54925.a) młodocianej samicy; zamontowana skóra młodocianej samicy (sygnatura RMNH.MAM.54926); szkielet wraz z luźnymi kośćmi samca (sygnatura RMNH.MAM.54927); zamontowany szkielet osobnika nieznanej płci(sygnatura RMNH.MAM.54928); oraz czaszka i luźne kości samca (sygnatura RMNH.MAM.54929). Okazy (sygnatury RMNH.MAM.39404, 39405, 39406, 45486, 54921.a, 54921.b, 54922, 54923, 54924, 54925.a, 54925.b, 54926 i 54928) zebrał pomiędzy styczniem 1823 roku a grudniem 1829 roku Philipp Franz von Siebold natomiast okazy (sygnatury RMNH.MAM.54927 i 54929) zebrał pomiędzy styczniem 1830 roku a grudniem 1834 roku Heinrich Bürger. Podgatunek yakui formalnie nazwał w 1941 roku japoński ornitolog i teriolog Nagamichi Kuroda nadając mu nazwę Macaca fuscata yakui. Miejsce typowe to Yaku-shima, Prefektura Kagoshima, Japonia. Holotyp według oryginalnego opisu to skóra młodego samca (nr. 497) z prywatnej kolekcji Nagamichiego Kurody w Tokio, który zebrał 2 lipca 1905 roku kolekcjoner Alan Owston. Okaz uległ zniszczeniu w wyniku pożaru podczas II wojny światowej w maju 1945 roku.
M. fuscata należy do grupy gatunkowej fascicularis. Wydaje się, że M. fuscata przybył do Japonii poprzez przodka prawdopodobnie podobnego lub identycznego jak M. mulatta z Półwyspu Koreańskiego do Kiusiu-zachodnie Honsiu w środkowym plejstocenie. Podczas jednego lub dwóch okresów lodowcowych około 0,63–0,43 mln lat temu nastąpiło obniżenia poziomu morza, co najwyraźniej zaowocowało powstaniem teraz już zatopionych mostów lądowych. Najstarsze skamieniałości makaków znalezione w Japonii to ząb trzonowy i kość ramienna, które są podobne do tych występujących u M. fuscata. Ich wiek jest trudny do ustalenia, ale dzięki powiązaniu ich ze skamieniałościami trąbowców, są one wstępnie datowane na wiek jednego lub drugiego z tych mostów lądowych; skamieniałości makaków z Półwyspu Koreańskiego są mniej więcej w tym samym wieku.  
Autorzy Illustrated Checklist of the Mammals of the World rozpoznają dwa podgatunki.

### Etymologia
- Macaca: port. macaca, rodzaj żeński od macaco „małpa”; Palmer sugeruje że nazwa ta pochodzi od słowa Macaquo oznaczającego w Kongo makaka i zaadoptowaną przez Buffona w 1766 roku[38].
- fuscata: łac. fuscatus „ciemny”, od fuscare „przyciemnić, zaciemnić”, od fuscus „mrok, ciemny, czarny”[39].
- yakui: Yaku-shima, Japonia[10].

## Zasięg występowania
Makak japoński występuje w zależności od podgatunku:
- M. fuscata fuscata – makak japoński – Wyspy Japońskie na południe od cieśniny Tsugaru, na wyspach Honsiu, Sikoku i Kiusiu oraz w pobliżu wysepek Kōjima, Kashima, Awajishima, Shodoshima i Kinkazan.
- M. fuscata yakui – makak pacyficzny – Wyspy Japońskie (wyspa Yaku-shima, około 60 km na południe od Kiusiu).

## Morfologia
Cechą charakterystyczną makaka japońskiego jest goła, czerwona twarz, którą okala dłuższa sierść, przypominająca grzywę. Długość ciała (bez ogona) samic 46,4–60,1 cm, samców 47,2–65 cm, długość ogona samic 8,1 cm, samców 8,7 cm; masa ciała samic 4–13,8 kg, samców 5,6–18,4 kg.
Makaki japońskie są w dużej mierze czworonożne. Samice spędzają na drzewach więcej czasu niż samce. Małpy te są doskonałymi pływakami – zaobserwowano, że są w stanie przepłynąć ponad pół kilometra. Lubią kąpiele w gorących źródłach, licznych w Japonii.
Dymorfizm płciowy jest nieznacznie widoczny w wielkości zwierząt – samce charakteryzują się nieco większą masą i długością ciała niż samice. Dodatkowo wydaje się, że istnieje korelacja pomiędzy masą ciała i klimatem – małpy z bardziej północnych, chłodniejszych obszarów ważą więcej niż te z cieplejszych rejonów Japonii.
Futro może mieć różny odcień brązowego – od żółtawego aż po prawie szary. Jest doskonałym przystosowaniem do życia w chłodnym klimacie, ponieważ jego grubość rośnie, jak spada temperatura otoczenia, co pozwala małpom przetrwać mrozy do nawet –20 °C.

## Ekologia

### Środowisko
Siedliskiem makaków jest las tropikalny, liściasty i iglasty.
Ze względu na to, że Wyspy Japońskie rozciągają się południkowo łukiem o długości ok. 3 tys. km, a więc duża jest rozpiętość szerokości geograficznej i większą część kraju zajmują góry, habitat makaka japońskiego jest bardzo różnorodny pomiędzy skrajnymi punktami jego występowania. W południowym krańcu występowania populacji habitat zawiera subtropikalne lasy wiecznie zielone, natomiast w krańcu północnym, szczególnie w regionach górzystych, zawiera lasy subarktyczne, pokryte przez wiele miesięcy śniegiem. Stąd też nazywane są również małpami śnieżnymi (ang. snow monkeys). Makaki w Parku Małp Jigokudani znane są z odwiedzania zimą gorących źródeł, w których się ogrzewają. Środowiska te różnią się przede wszystkim temperaturą, co wiąże się z różnym okresem wegetacji roślin. Najwyższy punkt, w którym zaobserwowano populację makaków japońskich, leżał na wysokości 3180 m.

### Rozmnażanie
Okres rozrodczy u makaków trwa od października do marca. W pierwszym okresie życia dziecka samica zabiera je wszędzie ze sobą. Młode zaczynają raczkować po około 20 dniach. Po okresie miesiąca zaczynają wspinać się na plecy matki, która w ten sposób nosi je ze sobą.

### Zachowanie
Makaki japońskie wykształciły behawioralny mechanizm zabezpieczający je przed obniżeniem temperatury ciała w czasie chłodnych zim – w ciągu dnia spędzają dużo czasu na wygrzewaniu się na południowych stokach, a w nocy śpią na gałęziach drzew liściastych, na których śnieg zbiera się w niewielkim stopniu. Co więcej, często zbierają się w grupy w celu utrzymania ciepła, a samice częściej do tego celu wybierają swoje potomstwo niż inne dorosłe samice.
Średnia wielkość grupy makaków japońskich to około 40 osobników, ale występuje duże zróżnicowanie – od 10 do nawet 160 osobników.  W grupach obserwowane są złożone zachowania społeczne, z wyraźnie zaznaczoną hierarchią, zarówno wśród samców, jak i samic. Makaki cechuje także specyficzny rodzaj wokalizacji (ang. „coo call”), za pomocą którego lokalizują członków grupy oraz utrzymują kontakt wewnątrzgrupowy.

### Pożywienie
Makaki japońskie są wszystkożerne, ich dieta składa się z owadów, krabów, jaj ptaków, a także ponad 200 gatunków roślin. Dieta różni się w zależności od habitatu, a także zmienia się sezonowo.

## Badania naukowe
Makaki japońskie są coraz częściej wykorzystywane jako zwierzęta laboratoryjne. Badania etologiczne tego gatunku są prowadzone od ponad 50 lat, co przyczyniło się do lepszego zrozumienia ich behawioru i ekologii. Ze względu na wysoki poziom inteligencji, złożone zachowania społeczne oraz łagodną naturę są popularne w badaniach neuronaukowych, między innymi do badania aktywności neuronalnej przy wykonywaniu złożonych poznawczo zadań.

## Status zagrożenia
W Czerwonej księdze gatunków zagrożonych Międzynarodowej Unii Ochrony Przyrody i Jej Zasobów został zaliczony do kategorii LC (ang. least concern ‘najmniejszej troski’).